# イルクーツク時間
|  | UTC+2  | MSK-1 | カリーニングラード時間 (KALT) |
|  | UTC+3  | MSK   | モスクワ時間 (MSK)            |
|  | UTC+4  | MSK+1 | サマラ時間 (SAMT)             |
|  | UTC+5  | MSK+2 | エカテリンブルク時間 (YEKT)   |
|  | UTC+6  | MSK+3 | オムスク時間 (OMST)           |
|  | UTC+7  | MSK+4 | クラスノヤルスク時間 (KRAT)   |
|  | UTC+8  | MSK+5 | イルクーツク時間 (IRKT)       |
|  | UTC+9  | MSK+6 | ヤクーツク時間 (YAKT)         |
|  | UTC+10 | MSK+7 | ウラジオストク時間 (VLAT)     |
|  | UTC+11 | MSK+8 | マガダン時間 (MAGT)           |
|  | UTC+12 | MSK+9 | カムチャツカ時間 (PETT)       |

イルクーツク時間（イルクーツクじかん、Irkutsk Time、IRKT）は、協定世界時 (UTC) を8時間進ませた標準時 (UTC+8) である。ロシア第7標準時とも呼ばれる。2011年3月27日までは冬時間が UTC+8 で、イルクーツク夏時間 (Irkutsk Summer Time、IRKST) が UTC+9 であったが、それまでの夏時間を通年の標準時とする形で夏時間制が廃止された。2014年10月26日からは、2011年3月27日以前の冬時間を通年の標準時とする形で UTC+8 となった。
2014年10月26日から2016年3月26日まではザバイカリエ地方でも使用されていた。

## 採用しているロシアの地域
- ブリヤート共和国
- イルクーツク州

## 関連
- ロシア時間